# Fresco seco

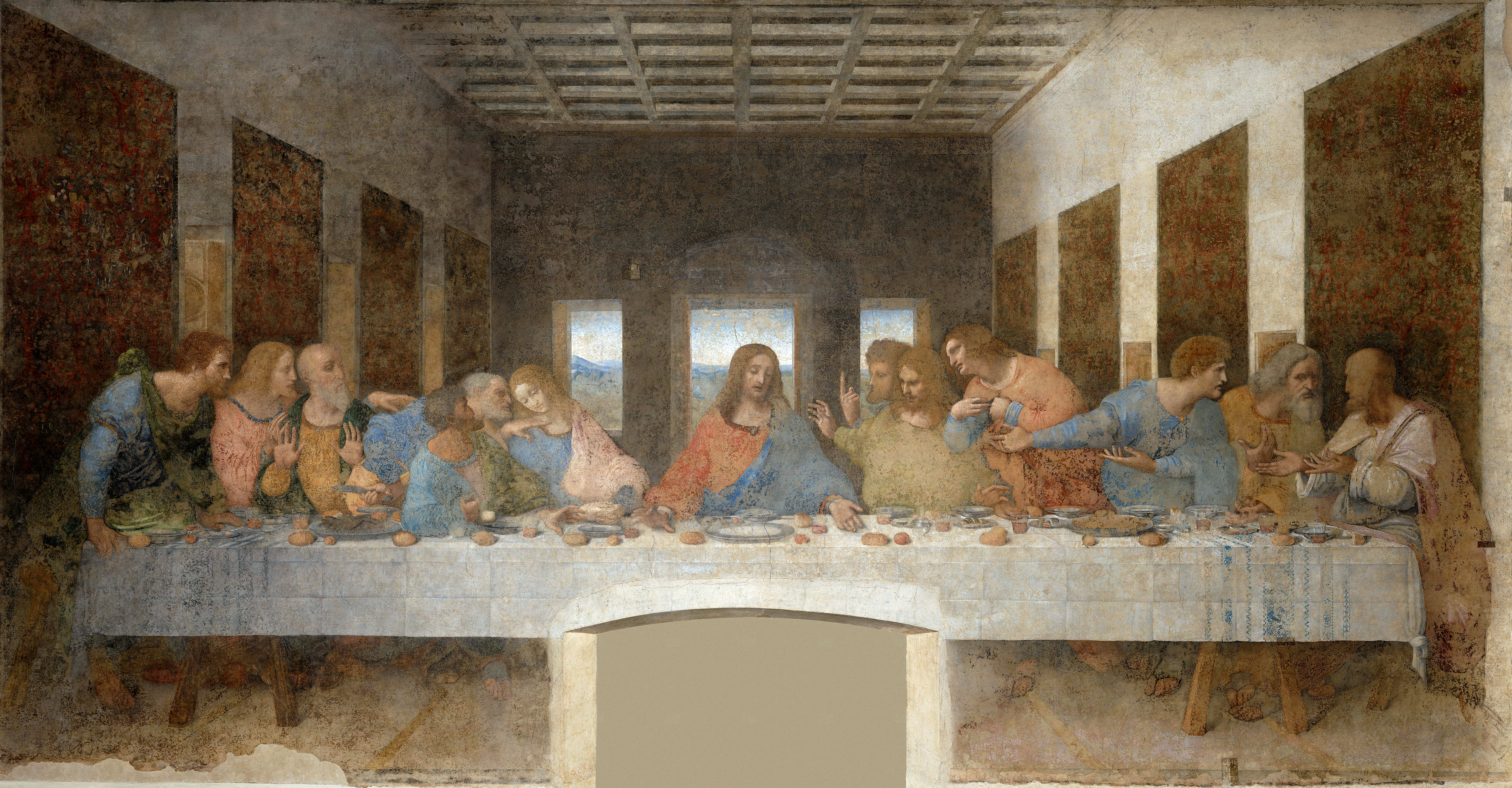
Probablemente, el cuadro más famoso pintado al seco: La última cena de Leonardo da Vinci, c. 1494-1498. Su deterioro comenzó al poco de terminado.

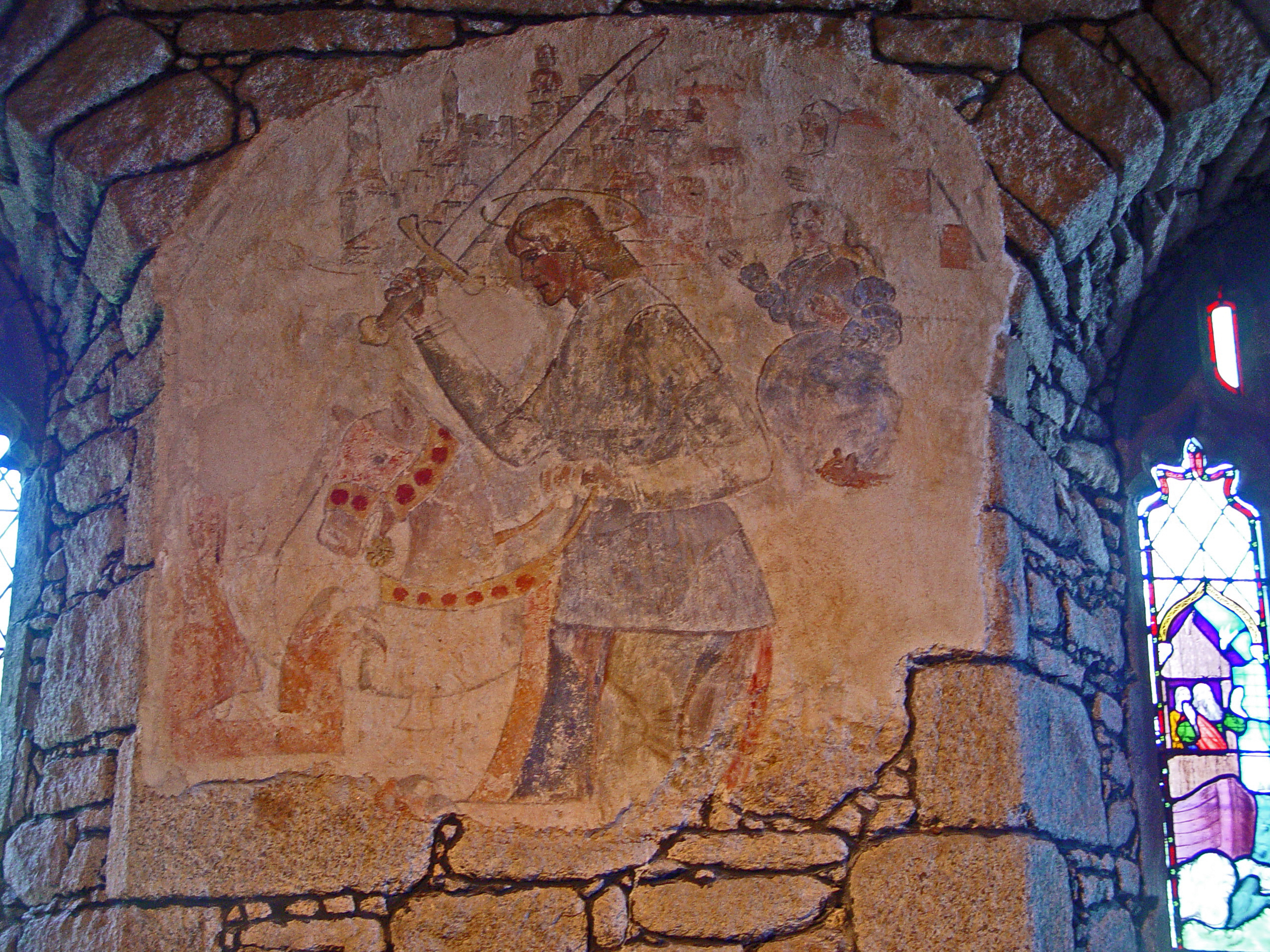
Pintura mural al fresco seco del en la iglesia parroquial de St Just in Penwith, Cornualles. Representa a san Jorge luchando contra el dragón.

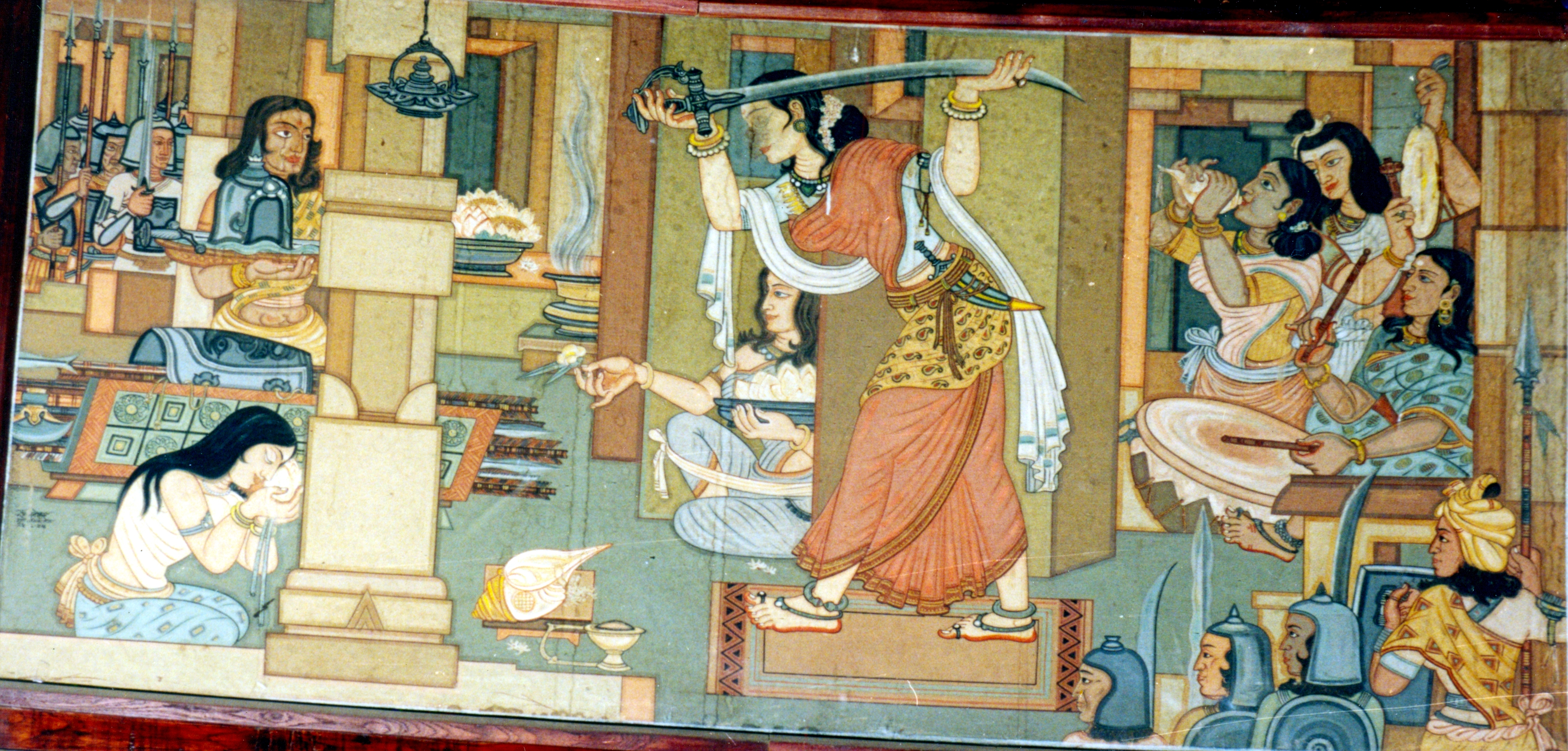
Fresco seco del de Beohar Rammanohar Sinha en los muros del Shaheed-Smarak de Jabalpur (India).

El fresco seco, también conocido como fresco secco (del italiano), pintura al seco o pintura en seco, es una técnica de pintura mural.
A diferencia de la pintura al fresco, no se pinta sobre el revoque de cal fresco y aún húmedo, sino sobre el revoque ya seco o sobre la mampostería ya seca. Se aplican los pigmentos mezclados con un aglutinante orgánico y/o cal sobre yeso seco.
Las pinturas utilizadas pueden ser, por ejemplo, pintura de caseína, témpera, pintura al óleo o pintura mineral. Sin embargo, en muchos casos, se ha utilizado una técnica mixta, empezando la obra al fresco y terminándola al fresco seco. Como variante, si los pigmentos se mezclan con agua de cal o lechada de cal y se aplican sobre un enlucido seco, la técnica se denomina pintura al seco a la cal.
Como los pigmentos no forman parte de la pared, como en el denominado buon fresco, donde la pintura al fresco no ha sido retocada después al temple o por otro procedimiento, se da el caso de que las pinturas al fresco seco son menos duraderas. Los colores pueden desprenderse de la pintura con el paso del tiempo, pero esta técnica tiene las ventajas de tener una mayor precisión en los detalles, obtener una  gama de colores más suaves, disponer de un mayor tiempo de trabajo y la posibilidad de retoques posteriores.
También se habla de fresco seco cuando se pinta sobre cerámica recubierta con una capa de estuco, usualmente con colores pastel.

## Historia
Generalmente, las pinturas rupestres se realizaron con la técnica del fresco seco, con pigmentos mezclados con sangre o grasa animal que se extendían directamente sobre las paredes. También se realizaron en fresco seco la mayor parte de las pinturas del Antiguo Egipto. Las pinturas murales romanas solían utilizar la técnica mixta, empezando con un fresco y terminando con fresco seco de témpera.
En la Edad Media se utilizaron principalmente pinturas a la cal, caseína y témpera, y más tarde también pinturas al óleo y al silicato. Las pinturas a la cal y a la caseína no requieren un tratamiento previo del yeso, como ocurre con otros procedimientos. Esta técnica se utilizó con mayor frecuencia durante el período románico de la historia del arte.
El tratado Silparatna de Kumaradeva (siglo VIII) describe detalladamente la tecnología del fresco seco. Según este texto, una pintura debe pintarse con los colores apropiados, junto con las formas y los sentimientos (rasas), y los estados de ánimo y las acciones (bhavas) adecuados. El blanco, el amarillo, el rojo, el negro y el verde tierra se señalan en el texto como colores puros. También se prepararon diferentes tonos a partir de estos colores originales. Se recomiendan cinco tipos de pinceles de distintas formas y tamaños (planos, largos, medianos, etc.) hechos de pelo de animales y fibras de hierba.
También se utilizó con frecuencia en la pintura barroca. Los pintores y decoradores especializados siguen utilizando esta técnica con gran efecto en el mundo del diseño de interiores, por ejemplo, el falso mármol.